# Сулехово
Сулехово (пол. Sulechowo) — село в Польщі, у гміні Малехово Славенського повіту Західнопоморського воєводства.
Населення — 522 особи (2011).
У 1975-1998 роках село належало до Кошалінського воєводства.

## Демографія
Демографічна структура станом на 31 березня 2011 року:
|          | Загалом | Допрацездатний вік | Працездатний вік | Постпрацездатний вік |
| -------- | ------- | ------------------ | ---------------- | -------------------- |
| Чоловіки | 251     | 55                 | 180              | 16                   |
| Жінки    | 271     | 70                 | 154              | 47                   |
| Разом    | 522     | 125                | 334              | 63                   |